# Chaetopleura fernandensis
Chaetopleura fernandensis är en blötdjursart som beskrevs av Plate 1899. Chaetopleura fernandensis ingår i släktet Chaetopleura och familjen Ischnochitonidae. Inga underarter finns listade i Catalogue of Life.